# Mélodie Daoust
Mélodie Daoust (n. 7 ianuarie 1992, Salaberry-de-Valleyfield⁠(d), provincia Québec, Canada) este o jucătoare de hochei pe gheață ce a reprezentat Canada, medaliată olimpică. A participat la 3 ediții ale Jocurilor Olimpice (2014, 2018, 2022) în care a câștigat 2 medalii de aur și 1 medalie de argint.